# Mury miejskie w Głogowie
Mury miejskie w Głogowie – mury otaczające miasto. Do dzisiaj zachowały się tylko fragmenty. 

## Historia

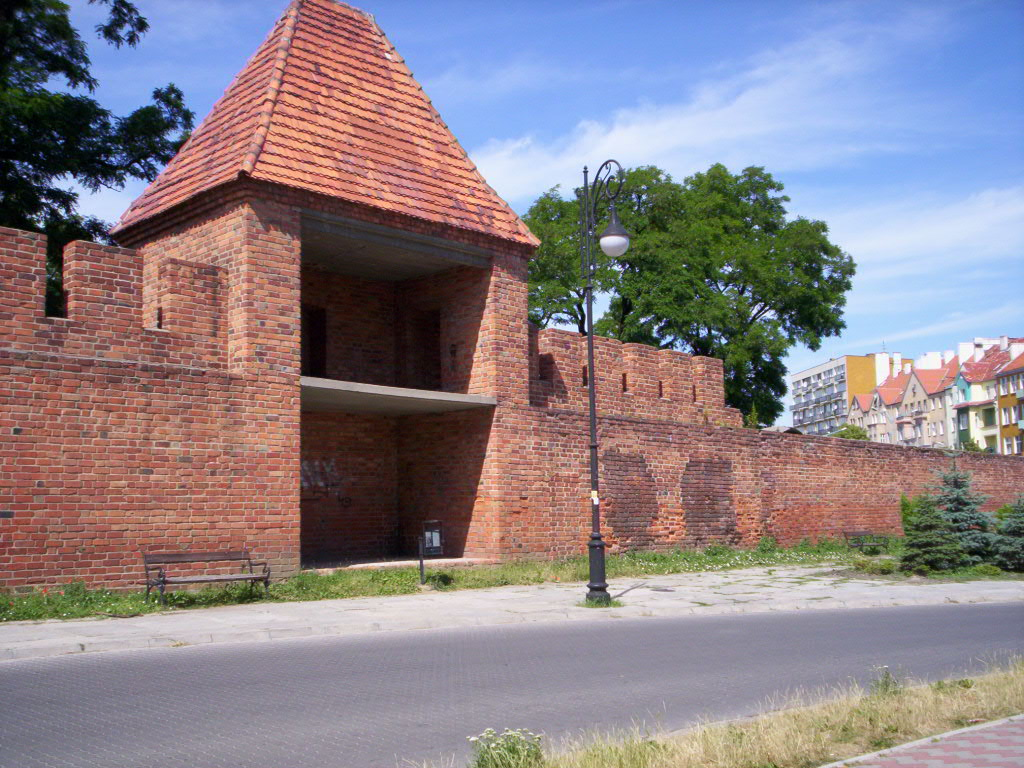
Fragment murów miejskich

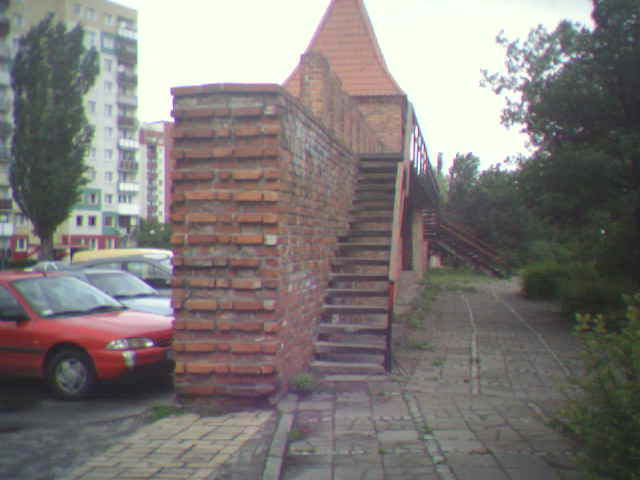
Fragment murów miejskich niedaleko Zamku Książąt Głogowskich

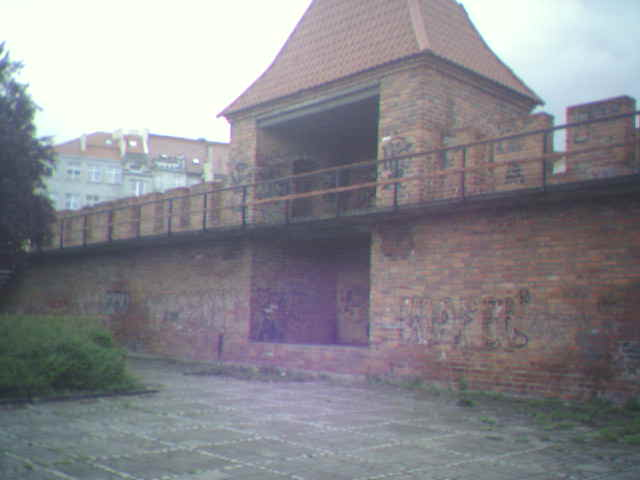
Baszta widoczna we fragmencie muru niedaleko Zamku Książąt Głogowskich

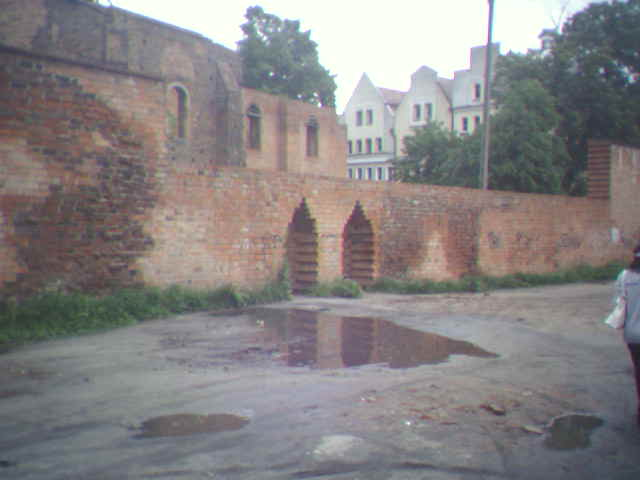
Fragment murów znajdujących się obok Kościoła Św. Mikołaja

W 1253 roku książę Konrad I wydał przywilej o lokacji miasta, tym samym Głogów otrzymał nowe prawa, w tym prawo do wzniesienia murów obronnych. Miały one drewniano - ziemne umocnienia. Utrzymały się w nienaruszonej formie, do nieszczęsnego pożaru, który spalił całe miasto w roku 1291. Książę Henryk III przyznał miastu daleko idącą pomoc materialną i środki na budowę muru.
Ceglane mury miejskie w Głogowie powstały najpóźniej w ostatniej ćwierci XIII wieku. Pierwsze pewne wzmianki o budowie murów datuje się na 1323 rok, (początkowo miasto otoczone było palisadą i fosą). Budowa murów trwała długo - przypuszczalnie kilkanaście, bądź nawet kilkadziesiąt lat. Objęły one obszar zbliżony do kwadratu o łącznej powierzchni jednego łanu (około 20 hektarów). Zwieńczone były one blankami o wysokości 1,2 m, a ich grubość wynosiła około 1 m. Na zachowanych do dzisiaj fragmentach murów widać ślady po  hurdycjach - drewnianych konstrukcjach umieszczanych na ich szczycie. Na najbardziej zagrożonych odcinkach mury obronne wzmocnione były przez baszty o przekroju prostokątnym, podzielone na kondygnacje za pomocą drewnianych podestów. Pas murów, okalający miasto, liczył 17 baszt otwartych do wewnątrz i 9 wież. Do miasta wjeżdżano od zachodu przez Bramę Brzostowską, od południa Bramą Szpitalną i od wschodu Bramą Polską. Brama Odrzańska znajdująca się naprzeciwko mostu na Odrze była zdobiona trzema figurami świętych i opiekunów miasta. Przy bramach stawiano dodatkowe punkty umocnienia, jak wieża i podwójne przedbramie. W zachowanych do dziś odcinkach murów znajdują się trzy baszty. Dwie z nich zrekonstruowano w latach 70., a trzecią za kościołem Św. Mikołaja wraz z ocalałą bramą miejską, dopiero w ostatnich czasach.
Na początku XV wieku dotychczasowy jeden pas murów i fosa zostały wzmocnione przez drugi mur z bastejami, niższy od poprzedniego, przystosowany do obrony artyleryjskiej. Liczył on 14 bastei - półkolistych, niskich baszt, otwartych do wewnątrz murów. Murami otoczono całe lewobrzeżne miasto, włącznie z siedzibą książęcą. Mury posiadały także kilka furt - czyli wąskich przejść, które na wypadek oblężenia zamurowywano lub barykadowano (min. furta Bożego Ciała, Młyńska, Św. Jana). Przez cały XIV i XV wiek mury były remontowane i uzupełniane o nowe elementy. Jedynie w pobliżu zamku pozostawiono mur pojedynczy, ze względu na potężną wieżę i dodatkowy system umocnień. Obok kościoła Św. Mikołaja wybudowano basteję zwaną "vighaus" przystosowaną do potrzeb artylerii miejskiej. Ciekawostką jest to, że każda grupa społeczna miała swój określony rewir do obrony. I tak też rzeźnicy bronili bramy Szpitalnej, piekarze - bramy Polskiej, szewcy i garbarze bronili furty Młyńskiej, kowale bronili basteję "vighaus", krawcy natomiast odcinka murów w pobliżu Bożego Ciała, tkacze, których było najwięcej - północnej strony obwarowań, a kuśnierze obwarowań w pobliżu dworu biskupa i klasztoru franciszkanów. Przed bramami wykopano barbakany, a szańce ziemne usypane pod koniec XV wieku dodatkowo utrudniały ostrzał artyleryjski miasta. W miarę rozwoju broni palnej mury przestały spełniać swojej należytej funkcji i w konsekwencji wzrastająca liczba ludności zaczęła się osiedlać poza murami, na przedmieściach. Pod koniec XVI wieku na przedmieściach zanotowano więcej ludności, niż w samym otoczonym murami mieście.
Do dziś zachowało się kilka odcinków murów obronnych, okalających niegdyś średniowieczny Głogów. Pierwszy odcinek biegnie wzdłuż ul. Zamkowej, kolejny wzdłuż ul. Starowałowej, a ostatni wzdłuż kościoła św. Mikołaja do ul. Rzeźniczej. Znaczne fragmenty murów są zrekonstruowane, jednak zachowują ocalałe średniowieczne relikty.

## Rejestr zabytków
18 grudnia 1963 roku obwarowania miejskie zostały wpisane do rejestru zabytków pod numerem A/2643/668.